# 브리티시 앤 아이리시 라이온스
브리티시 앤 아이리시 라이온스(British & Irish Lions)는 잉글랜드, 아일랜드, 스코틀랜드, 웨일스 국가대표팀에 선발될 자격이 있는 선수들로 구성된 럭비 유니언 팀이다. 라이온스는 테스트 매치 팀이며, 대부분 이미 국가대표팀에서 뛰었던 선수들을 선발하지만, 4개 유니언 중 어느 한 곳에 자격이 있는 미출장 선수도 선발할 수 있다. 이 팀은 4년마다 호주, 뉴질랜드, 남아프리카 공화국을 순서대로 순회한다. 가장 최근의 테스트 시리즈인 2021년 남아프리카 공화국과의 시리즈는 남아프리카 공화국이 2-1로 승리했다.
1888년부터 영국 연합 럭비 팀들이 남반구를 순회했다. 첫 투어는 공식적인 지원 없이 상업적으로 이루어졌다. 이후 6차례의 방문은 당국의 지원을 점차 늘려갔으며, 1910년 남아프리카 공화국 투어는 4개 홈 유니언을 대표하는 첫 투어였다. 1949년 4개 홈 유니언은 공식적으로 투어 위원회를 설립했고, 1950년 라이온스 선수단 모든 선수가 투어 전에 국제 경기를 뛴 것은 처음이었다. 1950년대 투어에서는 지방 경기에서 높은 승률을 보였지만, 테스트 시리즈는 일반적으로 패하거나 무승부를 기록했다. 1971년(뉴질랜드)과 1974년(남아프리카 공화국)의 시리즈 승리는 이러한 패턴을 깨뜨렸다. 아마추어 시대의 마지막 투어는 1993년에 열렸다. 라이온스는 또한 북반구에서 한 번의 전시 경기나 남반구 투어 전에 가끔 경기를 치르기도 했다.